# نخش جبهوض (القطن)
'

تعديل مصدري - تعديل

نخش جبهوض هي إحدى قرى عزلة وادي سر بمديرية القطن التابعة لمحافظة حضرموت، بلغ تعداد سكانها 117 نسمة حسب تعداد اليمن لعام 2004.